# カリテ・ファンタスティック! シネマコレクション
カリテ・ファンタスティック! シネマコレクション（通称：カリコレ）は、東京都新宿区新宿に位置する新宿NOWAビル地下1階「シネマカリテ」で毎年開催される「カリテ・ファンタスティック! シネマコレクション」実行委員会主催の劇場発信型映画祭。

## 概要
この映画祭は、2013年12月にオープンしたミニシアター「新宿シネマカリテ」が開館1周年を迎えたことから、新たな企画として立ち上げられた。新作・旧作・未公開作を織り交ぜた独自の映画祭として毎年開催されている。
「シネマカリテ」が選定する上映作品の傾向は、ジャンルや国籍を問わず、多彩なラインナップとなっている。
同映画祭の公式ビジュアルには『不思議の国のアリス』が採用されている。2016年からは、メインビジュアルとしてイラストレーターの田中梓を起用し、『不思議の国のアリス』をモチーフとした描き下ろしイラストが毎年使われている。
オープニング作品、クロージング作品、プレミア作品、その他様々な特集上映や企画上映を組んでいる。また、舞台挨拶やトークショーが組まれている場合もある。

### 鑑賞料金
各作品ごとに鑑賞料金を支払う必要があるが、新作と旧作では料金が異なる。2015年からは、チケット購入時に「カリコレ」作品の有料半券提示で「カリコレ」新作の鑑賞料金にリピート割引が適用される施策が導入されている。また、かつては前売り1回券、3回券が数量限定で発売されていた。

### 大阪版
2014年、同映画祭の大阪版となる『カリテ・ファンタスティック！シネマ・コレクション2014 in 大阪』が、6月21日から7月11日まで大阪のシネ・リーブル梅田で開催された。

## 沿革
- 2014年（平成26年）5月17日から6月13日 - 東京都新宿区新宿の映画館「新宿シネマカリテ」にて、新作24作品・旧作11作品・別の旧作上映企画「オト カリテ」の番外編3作品の計38作品を上映。
  - 6月21日から7月11日 - 大阪のシネ・リーブル梅田で同映画祭の大阪版となる「カリテ・ファンタスティック! シネマ・コレクション2014 in 大阪」が開催[2]。
- 2022年（令和4年）7月15日（金）から8月11日（木・祝） -

## 上映作品
2016年：全46作品
- 『Everybody Wants Some!!（原題）』
- 『神様の思し召し（英語版）』 God Willing

2015年、 イタリア
- 「A WAR（原題）」
- 「弁護人」
- 「東京ウィンドオーケストラ」
- 「ブリーダー」
- 「マン・アップ！（仮題）」
- 『私を忘れないで（英語版）』 나를 잊지 말아요

2016年、 韓国
- 「ライオット・クラブ」
- 「プロヴァンスの休日」
- 「神のゆらぎ」
- 「ウソはホントの恋のはじまり」
- 『レーザーチーム 俺たち史上最弱のエイリアン・バスターズ!（英語版）』 Lazer Team

2015年、 アメリカ合衆国
- 「ボヴァリー夫人」
- 「DEATHGASM（原題）」
- 「香港、華麗なるオフィス・ライフ」
- 「ウィ・アー・ザ・ベスト！」
- 「エクスポーズ　暗闇の迷宮」
- 「ヒップスター」
- 「キャビン・フィーバー リブート」
- 「ヴィジョン／暗闇の来訪者」
- 「THE PERFECT GUY（原題）」
- 「スロウ・ウエスト」
- 「X-コンタクト」
- 「ロック・ザ・カスバ！」
- 「ZOOMBIES（原題）」
- 「ローマ発、しあわせ行き」
- 「キル・コマンド（原題）」
- 「アタック・オブ・ザ・キラー・ドーナツ」
- 「アナザー 疑惑の殺意」
- 「ベトナムの怪しい彼女」
- 「The Trust（原題）」
- 「パレス・ダウン」
- 「ビヘイビア」
- 「オフィス 檻の中の群狼」
- 「パーフェクト・ルーム」
- 「サイレント・ナイト 悪魔のサンタクロース」
- 「JERUZALEM（原題）」
- 「アサイラム 監禁病棟と顔のない患者たち」
- 「ザ・ボーイ～人形少年の館～」
- 「マインズ・アイ（原題）」
- 「京城学校：消えた少女たち」
- 「LES ANARCHISTES（原題）」
- 「ZIPPER／ジッパー エリートが堕ちた罠」
- 「おとなのワケあり恋愛講座」
- 「江戸川乱歩全集 恐怖奇形人間」
- 「アメリ」
- 「ラストコンサート」